# Sedlarica
Sedlarica is een plaats in de gemeente Pitomača in de Kroatische provincie Virovitica-Podravina. De plaats telt 377 inwoners (2001).